# 勝誠剛
勝誠 剛（しょうせい たけし、1986年5月27日 - ）は、鹿児島県大島郡宇検村出身で、境川部屋所属の元大相撲力士。本名は福永 剛（ふくなが たけし）。身長168.0cm、体重128.0kg、血液型はB型。最高位は東幕下3枚目（2012年7月場所）。

## 来歴
久志小学校時代には、わんぱく相撲で優勝してわんぱく横綱になるなど輝かしい成績を残した。中学校から相撲留学して山口県立響高等学校へと進み、2004年には世界ジュニア相撲選手権大会の中量級で優勝するなど活躍した。高校3年時に境川の勧誘を受け「身長が低いことはハンデにならない」と口説かれて入門を決意。高校の先輩である豊響も同部屋に在籍しているのでこれも決め手となった。身長173cm以上という第一新弟子検査に満たないため第二新弟子検査（身長167cm、体重67kg以上）を受験、背筋力205kg、握力は左右とも50kg超という基礎体力は高い数値で合格し、2005年3月場所で初土俵を踏んだ。
小柄な体格ながらも突進力があり、独特の相撲スタイルを貫いていた。同部屋の豪栄道とは高校時代からのライバルで、お互いに切磋琢磨し合っていた。初土俵から順調に昇進し、1年で幕下昇進。昇進後も順調に番付を上げたが、西幕下16枚目で迎えた2006年11月場所では1勝6敗と初めての大負けとなった。以降は幕下の下位～中位での足踏みが続いたが、2009年は年6場所を全て勝ち越し、年間28勝14敗と著しい好成績を修めた。2010年1月場所は自己最高位の東幕下5枚目で迎えたが、2勝5敗と負け越し。以降は幕下の上位に在位することが増えた。2011年11月場所は、6勝1敗の好成績で幕下の優勝決定戦に進出したが、8人によるトーナメント方式の1回戦は十両昇進を確実としている阿夢露に勝ったが、2回戦で千昇に敗れて優勝はならなかった。しかし当場所から3場所連続で勝ち越して、2012年7月場所で自己最高位を更新する東幕下3枚目で迎えたが、2勝5敗で出直しとなった。
30代を迎えて以降は番付がじり貧で下降し、2018年3月場所では約10年ぶりに三段目に陥落、しばらくは幕下下位から三段目上中位を往復していたが、西三段目30枚目で迎えた2023年9月場所を4番相撲から途中休場（初土俵以来初の休場）して以降、休場を続け、2024年1月場所には序二段陥落、同年5月場所には序ノ口陥落、2024年7月場所には番付外へ陥落し、その後も復帰することなく2025年1月場所を最後に引退した。

## 主な成績
2025年1月場所終了現在
- 通算成績：388勝371敗32休（114場所）

### 場所別成績
| | 一月場所 初場所（東京）   | 三月場所 春場所（大阪）   | 五月場所 夏場所（東京）  | 七月場所 名古屋場所（愛知） | 九月場所 秋場所（東京） | 十一月場所 九州場所（福岡） |
| --- | ------------------------- | ------------------------- | ------------------------ | --------------------------- | ----------------------- | --------------------------- |
| 2005年 （平成17年） | x                         | （前相撲）                | 西序ノ口17枚目 6–1       | 東序二段64枚目 6–1          | 西三段目95枚目 5–2      | 東三段目60枚目 4–3          |
| 2006年 （平成18年） | 西三段目45枚目 6–1        | 西幕下56枚目 3–4          | 東三段目11枚目 6–1       | 東幕下36枚目 4–3            | 西幕下28枚目 5–2        | 西幕下16枚目 1–6            |
| 2007年 （平成19年） | 西幕下38枚目 3–4          | 西幕下51枚目 5–2          | 東幕下38枚目 4–3         | 東幕下30枚目 3–4            | 東幕下39枚目 2–5        | 西三段目筆頭 4–3            |
| 2008年 （平成20年） | 東幕下51枚目 4–3          | 西幕下40枚目 5–2          | 西幕下24枚目 2–5         | 東幕下40枚目 3–4            | 東幕下50枚目 4–3        | 西幕下39枚目 3–4            |
| 2009年 （平成21年） | 西幕下47枚目 4–3          | 西幕下39枚目 5–2          | 西幕下24枚目 4–3         | 西幕下20枚目 5–2            | 西幕下12枚目 5–2        | 東幕下8枚目 5–2             |
| 2010年 （平成22年） | 東幕下5枚目 2–5           | 東幕下12枚目 4–3          | 西幕下8枚目 4–3          | 東幕下5枚目 3–4             | 東幕下8枚目 2–5         | 西幕下15枚目 2–5            |
| 2011年 （平成23年） | 東幕下28枚目 5–2          | 八百長問題 により中止     | 東幕下18枚目 2–5         | 西幕下24枚目 1–6            | 西幕下46枚目 5–2        | 西幕下35枚目 6–1            |
| 2012年 （平成24年） | 西幕下13枚目 4–3          | 東幕下8枚目 4–3           | 東幕下6枚目 4–3          | 東幕下3枚目 2–5             | 西幕下10枚目 3–4        | 西幕下16枚目 3–4            |
| 2013年 （平成25年） | 西幕下22枚目 5–2          | 西幕下15枚目 3–4          | 東幕下24枚目 4–3         | 西幕下17枚目 2–5            | 東幕下33枚目 5–2        | 東幕下17枚目 5–2            |
| 2014年 （平成26年） | 東幕下10枚目 3–4          | 東幕下15枚目 3–4          | 東幕下21枚目 4–3         | 西幕下14枚目 3–4            | 西幕下19枚目 2–5        | 西幕下35枚目 3–4            |
| 2015年 （平成27年） | 西幕下44枚目 3–4          | 東幕下52枚目 4–3          | 東幕下43枚目 5–2         | 西幕下23枚目 4–3            | 西幕下15枚目 4–3        | 西幕下10枚目 5–2            |
| 2016年 （平成28年） | 東幕下6枚目 3–4           | 東幕下10枚目 5–2          | 東幕下4枚目 2–5          | 東幕下14枚目 2–5            | 西幕下29枚目 6–1        | 東幕下11枚目 3–4            |
| 2017年 （平成29年） | 西幕下14枚目 2–5          | 西幕下29枚目 6–1          | 西幕下11枚目 2–5         | 西幕下25枚目 2–5            | 東幕下45枚目 3–4        | 西幕下54枚目 4–3            |
| 2018年 （平成30年） | 西幕下45枚目 2–5          | 東三段目5枚目 6–1         | 西幕下31枚目 3–4         | 西幕下38枚目 2–5            | 西幕下57枚目 2–5        | 西三段目15枚目 2–5          |
| 2019年 （平成31年 /令和元年） | 東三段目34枚目 4–3        | 西三段目19枚目 5–2        | 東幕下58枚目 4–3         | 西幕下48枚目 3–4            | 西幕下60枚目 1–6        | 西三段目27枚目 3–4          |
| 2020年 （令和2年） | 東三段目45枚目 5–2        | 西三段目20枚目 6–1        | 感染症拡大 により中止    | 東幕下41枚目 5–2            | 東幕下20枚目 2–5        | 東幕下35枚目 4–3            |
| 2021年 （令和3年） | 西幕下27枚目 2–5          | 東幕下43枚目 4–3          | 東幕下32枚目 3–4         | 西幕下43枚目 2–5            | 西幕下60枚目 2–5        | 西三段目22枚目 3–4          |
| 2022年 （令和4年） | 東三段目37枚目 5–2        | 東三段目9枚目 5–2         | 東幕下46枚目 1–6         | 東三段目4枚目 4–3           | 西幕下54枚目 5–2        | 東幕下39枚目 1–6            |
| 2023年 （令和5年） | 西三段目7枚目 2–5         | 東三段目35枚目 6–1        | 西幕下51枚目 1–6         | 東三段目15枚目 3–4          | 西三段目30枚目 1–2–4    | 東三段目59枚目 休場 0–0–7   |
| 2024年 （令和6年） | 西序二段30枚目 休場 0–0–7 | 東序二段94枚目 休場 0–0–7 | 西序ノ口2枚目 休場 0–0–7 | （番付外）                  | （番付外）              | （番付外）                  |
| 2025年 （令和7年） | 引退 0–0–0                | x                         | x                        | x                           | x                       | x                           |
| 各欄の数字は、「勝ち-負け-休場」を示す。 優勝 引退 休場 十両 幕下 三賞：敢=敢闘賞、殊=殊勲賞、技=技能賞 その他：★=金星 番付階級：幕内 - 十両 - 幕下 - 三段目 - 序二段 - 序ノ口 幕内序列：横綱 - 大関 - 関脇 - 小結 - 前頭（「#数字」は各位内の序列） |                           |                           |                          |                             |                         |                             |

## 改名歴
- 福永 剛（ふくなが たけし） 2004年3月場所 - 2008年9月場所
- 薩摩響 剛（さつまひびき - ） 2008年11月場所 - 2011年5月技量審査場所
- 勝誠 剛（しょうせい - ） 2011年7月場所 - 2025年1月場所